# Ecstasy Generation
Ecstasy Generation (Nowhere) è un film del 1997, diretto da Gregg Araki.

## Trama
A Los Angeles, un gruppo di adolescenti tenta di venire a patti con le proprie vite e le proprie emozioni attraverso esperienze bizzarre come rapimenti alieni, viaggi in acido, rapporti bisessuali, suicidi, morti strane e violenze di vario genere.